# Amphipathische Helix
Eine amphipathische Helix ist eine α-Helix, deren hydrophobe und polare Aminosäure-Seitenketten auf gegenüberliegenden Seiten liegen, so dass sich eine lipophile und eine hydrophile Oberfläche ausbilden kann. Amphipathische Helices kommen zum Beispiel als Verankerung von Membranproteinen vor, wo sich oft ein Teil eines Proteins in der Lipidmembran und ein Teil im wässrigen Zytosol befindet. Außerdem stellen sie einen wichtigen Teil der Aktivierungsdomäne vieler Transkriptionsfaktoren dar, und ermöglichen so den Kontakt zwischen den entsprechenden Transkriptionsfaktoren und anderen Elementen der Transkription.